# Calligonum calvescens
Calligonum calvescens är en slideväxtart som beskrevs av René Charles Maire. Calligonum calvescens ingår i släktet Calligonum och familjen slideväxter. Inga underarter finns listade i Catalogue of Life.